# Истик
Истик — деревня в составе сельского поселения «Деревня Сенино-Первое» Козельского района Калужской области.

## История
В 1782 году сельцо Истик принадлежало Татьяне Леонтьевне Кошелевой и князю Ивану Никитичу Мещерскому.
В XIX веке село входило в состав Гутневской волости Лихвинского уезда.

## Демография
В 1782 году в 27 дворах проживало 205 мужчин и 132 женщины. В 1859 году в селе был 21 двор, 97 мужчин и 99 женщин. К 1893 году число мужчин увеличилось до 164, женщин — до 170.

## Известные жители и уроженцы
- Виноградов, Виктор Сергеевич — музыковед, фольклорист.